# Последние дни на Марсе
«Последние дни на Марсе» (англ. The Last Days on Mars) — британский научно-фантастический триллер режиссёра Рори Робинсона, основанный на рассказе «The Animators» писателя-фантаста Сидни Дж. Баундса. Действие происходит в недалёком будущем на планете Марс. Премьерный показ состоялся 20 мая 2013 года в рамках Каннского кинофестиваля в программе «Две недели режиссёров», в широкий прокат лента вышла осенью 2013 года.

## Сюжет
Экипаж из восьми астронавтов в течение 6 месяцев работает на научно-исследовательской станции на Марсе в рамках второй марсианской миссии «Aurora Mars Mission 2». На орбите находится космический корабль «Aurora» с остальными участниками экспедиции.
До момента завершения программы группе остаётся немногим более 19 часов, когда один из членов команды обнаруживает в собранных образцах грунта микроскопические следы некой формы жизни и, решив скрыть полученные сенсационные результаты, сообщает командиру о якобы обнаруженной поломке оборудования на одном из полигонов и получает разрешение на выезд с базы вместе с напарником. Однако уже во время поездки об открытии становится известно остальным членам команды. Возникает вопрос, как отнестись к самому открытию и к сокрытию подобного факта их коллегой.
По прибытии на полигон происходит несчастье — получивший подтверждение своему открытию учёный Марко Петрович падает в только что образовавшийся провал и погибает. Именно с этого момента начинается череда страшных событий — обнаруженная форма жизни поражает землян, превращая их одного за другим в злобных монстров, жаждущих уничтожения оставшихся в живых людей. Инфекция попадает в организм через кровь и через некоторое время заражённые перестают быть людьми.
Выжившие члены экипажа предпринимают отчаянную попытку вызвать спасательную команду с орбиты и убежать от нападающих монстров на роверах. В итоге погибают все члены экспедиции, кроме Винсента Кэмпбелла, а также прибывшие на шаттле спасатели. Выживший Винсент Кэмпбелл отправляет сообщение, что у него хватит запасов продовольствия и воздуха, чтобы дождаться спасателей, однако он тоже может быть заражён.

## В ролях
- Лев Шрайбер — Винсент Кэмпбелл
- Ромола Гарай — Ребекка Лэйн
- Элиас Котеас — Чарльз Брунель
- Оливия Уильямс — Ким Олдрич
- Джонни Харрис — Роберт Ирвин
- Горан Костич — Марко Пе́трович
- Том Каллен — Ричард Харрингтон
- Юсра Варсама — Лорен Долби

## Съёмки
Съёмки проходили главным образом в пустыне Вади Рам в Иордании, а также на студии Elstree Studios в Борхэмвуде, Хартфордшир, Англия.

## Критика
На сайте Rotten Tomatoes фильм имеет рейтинг 19 % на основе 58 рецензий со средним баллом 4,8 из 10.